# 麦克斯·霍洛威
麦克斯·霍洛威（英語：Max Holloway，1991年12月4日—），美国混合武術格鬥运动员，现隶属于终极格斗冠军赛（UFC）。
霍洛威于2012年加入UFC。2014年起，他已在羽量级连胜11战，保持着UFC该级别的连胜纪录。2016年12月，他在UFC 206中战胜安东尼·佩蒂斯，成为羽量级临时冠军。2017年6月，他又UFC 212冠军统一战中卫冕冠军何塞·奥尔多，成为新一届UFC羽量级冠军。